# Pulau Silipan
Pulau Silipan (Pulo Lilipan ?) ist eine winzige Insel im Mündungsbereich des Brunei-Flusses in Brunei.

## Geographie
Pulau Silipan ist eine winzige Insel, nur etwa 100 Meter südlich von Pulau Berbunot. In unmittelbarer Nachbarschaft liegt die Insel Pulau Silamak.